# Cebrio reymondi
Cebrio reymondi is een keversoort uit de familie Cebrionidae. De wetenschappelijke naam van de soort is voor het eerst geldig gepubliceerd in 1952 door Kocher.